# Х-Мен (сериал)
Вижте пояснителната страница за други значения на Х-Мен.
„Х-Мен“ (на английски: X-Men) е американски анимационен сериал, който дебютира в Съединените щати на 31 октомври 1992 г. по FOX като част от съботната програма на Fox Kids.
„Х-Мен“ е вторият опит на Марвел Комикс за анимационен сериал за Х-Мен, след като половин-часовият пилотен епизод „Гордостта на Х-мен“ бива излъчван многократно между 1989 и 1992 г. Той е считан за един от най-точните анимационни сериали, базирани на комикс. Популярността и успехът на „Х-Мен“ (заедно с „Батман: Анимационният сериал“, който също дебютира по Fox Kids през телевизионния сезон 1992-93) подпомагат за започването на редица сериали по комикси през 1990-те.
През ноември 2021 г. е обявено, че през 2023 г. ще започне нов сериал по Disney+, озаглавен „Х-Мен '97“. Той ще е продължение и няколко от членовете на актьорския състав ще се върнат към ролите си.

## „Х-Мен“ в България
В България сериалът започва излъчването си на 9 декември 2008 г. по Диема Фемили, всеки делничен ден от 16:30 по два епизода, като е дублиран на български. От 22 декември се излъчва от 15:15 по един епизод. От 5 януари 2009 г. се излъчва от 08:30, а повторенията са всеки делник от 06:10. Последният епизод е излъчен на 12 март. На 20 ноември започва повторно излъчване, всеки делничен ден от 07:05 и завършва на 25 февруари 2010 г., като не са повторени само последните шест епизода. На тяхно място се излъчва трети сезон на Х-Мен: Еволюция, а те са повторени след него от 17 до 24 март също от 07:05. На 30 март започва трето излъчване, всеки делничен ден от 07:55, а от 10 май от 06:20 и приключва на 31 май. Ролите се озвучават от артистите Даниела Йорданова от първи до двайсет и първи епизод, Христина Ибришимова, Яница Митева от двайсет и втори епизод до края, Здравко Методиев, Емил Емилов и Христо Узунов.
На 11 юли 2010 г. започва повторно излъчване по Нова телевизия, всяка събота и неделя от 08:30, като за последно е излъчен епизод на 5 септември.